# エアハルト・ミルヒ
エアハルト・アルフレート・リヒャルト・オスカー・ミルヒ（独: Erhard Alfred Richard oskar Milch、1892年3月30日 - 1972年1月15日）は、ドイツの空軍軍人。最終階級は空軍元帥（Generalfeldmarschall）。騎士鉄十字章受章。
ドイツ航空省次官を務め、ドイツ空軍の再建に尽力し、1941年からは航空機総監となり空軍航空機の生産・開発を指揮した。戦後、ニュルンベルク継続裁判で終身禁固刑となったが、1954年に釈放された。その後は経営コンサルタントの仕事をした。

## 経歴

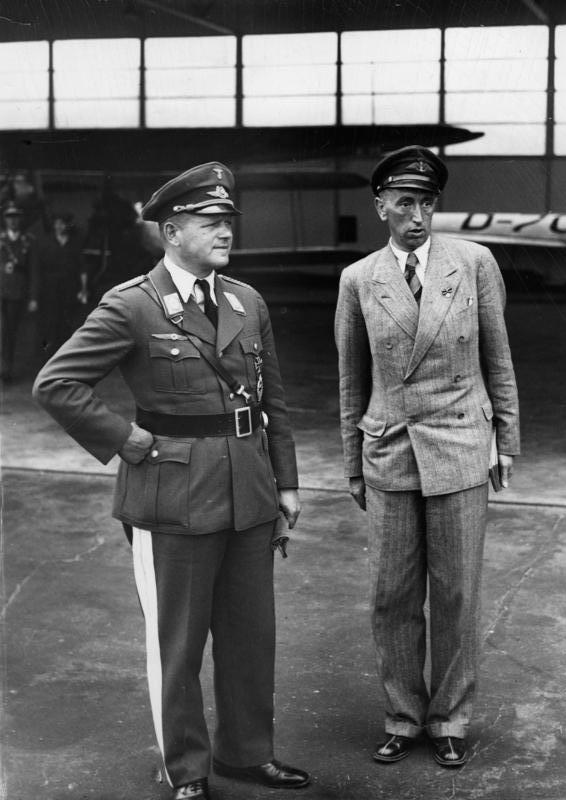
1934年のエアハルト・ミルヒ

1892年3月30日、ヴィルヘルムスハーフェンに海軍薬剤師アントン・ミルヒ（Anton Milch）とその妻クララ（Klara）の息子として生まれる。父は1890年代に海軍を除隊し、ゲルゼンキルヒェンで薬剤師をしていた。父のアントンはユダヤ系だと言われる（後述）。
1910年にアビトゥーアに合格後、陸軍に入隊し、将校としての訓練を受けた。1911年に東プロイセン歩兵砲第1連隊の少尉に任官。早くから飛行機に興味を持っていたが、第一次世界大戦勃発時は歩兵砲第6連隊第2予備大隊の副官だった。1915年7月から航空偵察兵としての教育を受けて航空部隊に配属され、一級鉄十字章を受章。1916年晩秋に中尉に昇進し、クールラントの航空学校付副官となる。第一次世界大戦末期に大尉に昇進し、第6戦闘航空団司令官となる。

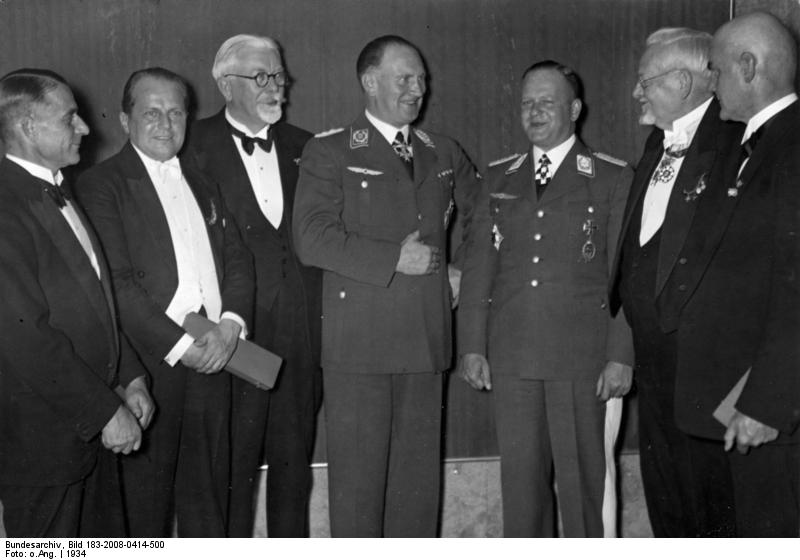
1934年のエアハルト・ミルヒ

終戦後、非正規軍である「航空志願兵第412部隊」の隊長となり、ドイツ東部でポーランドとの国境紛争に従軍。1920年まで「ケーニヒスベルク航空警察隊」の隊長を務める。ヴェルサイユ条約で航空警察が禁止されると、警察を辞めてダンツィヒで航空郵便業を開業する。1920年代半ばからは設立間もないルフトハンザドイツ航空に勤務し、その重役となる。この頃に社交界で当時ナチ党国会議員だったヘルマン・ゲーリングと知り合った。その縁で1933年にナチ党が政権を獲得すると、ゲーリングに請われてドイツ航空省次官に就任し、ドイツ空軍建設に尽力した。

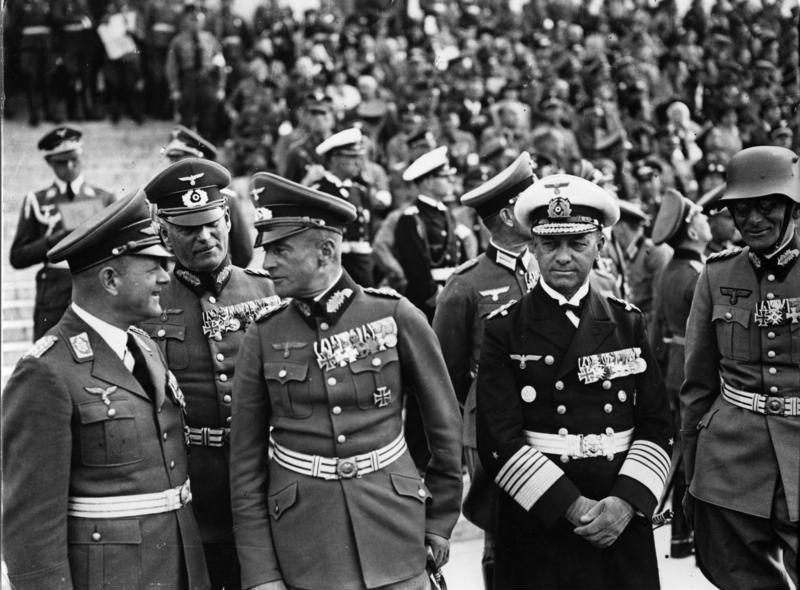
ニュルンベルク・ナチ党党大会にて。左からミルヒ、カイテル、ブラウヒッチュ、レーダー、ヴァイクらと（1938年）

1939年、ドイツがポーランドに侵攻し、第二次世界大戦が勃発した。ミルヒは将軍であったが、作戦指揮権はほとんどなく、ヴェーザー演習作戦で第5航空艦隊を指揮してノルウェーに侵攻し、フランス空軍に対する防空システムを立案しただけであった。 前者のノルウェーの戦いで優れた功績により、ミルヒは騎士鉄十字章を授与された。フランス戦役後、ヒトラーは7月19日にベルリンに全軍司令官を集め、西部戦線の終了を発表した。また、ミルヒを含む13名の陸軍元帥と空軍元帥を昇進。ミルヒの元帥昇進について後にエーリヒ・フォン・マンシュタイン元帥は回想録『失われた勝利』の中でこう記している。
ヒトラーの行動は、この階級の威信を貶めるには疑いの余地がない... （中略）航空省次官である彼の組織的功績は過小評価されるべきではないが、陸軍総司令官の功績と比べられるものではない
-失われた勝利
1941年からは航空機総監として空軍の装備開発・生産を統括する。エルンスト・ウーデットが自殺したのちは、技術開発を怠ったその失敗を修正するよう命じられ、ミルヒは主に空軍の分野で、アルベルト・シュペーアと共にドイツの軍需生産で中心的役割を果たした。1943年1月、スターリングラードでソ連軍に包囲されていたドイツ第6軍に空から補給するようヒトラーから直接総統命令を受ける。ミルヒは前線に赴いて対策を練ったが、搭乗員も機体も不足していた上、スターリングラードを航続距離内に収める適当な飛行場もなかったため命令を実行できなかった。
その頃がミルヒの出世の最高点であり、1943年に入ると連合軍の空襲が激化してドイツ本国上空の制空権も危うくなり、ミルヒはゲーリングの信頼を失った。1944年に入って連合軍のドイツ都市への大空襲が行われると、軍用機生産のほとんどを占めていた戦闘機部門が軍需省に所轄替えされてしまい、ミルヒの失脚は決定的となった。同年8月、軍用機生産は軍需省の管轄になり、ミルヒは名目上シュペーアの次官とされたが、実権を完全に失った。

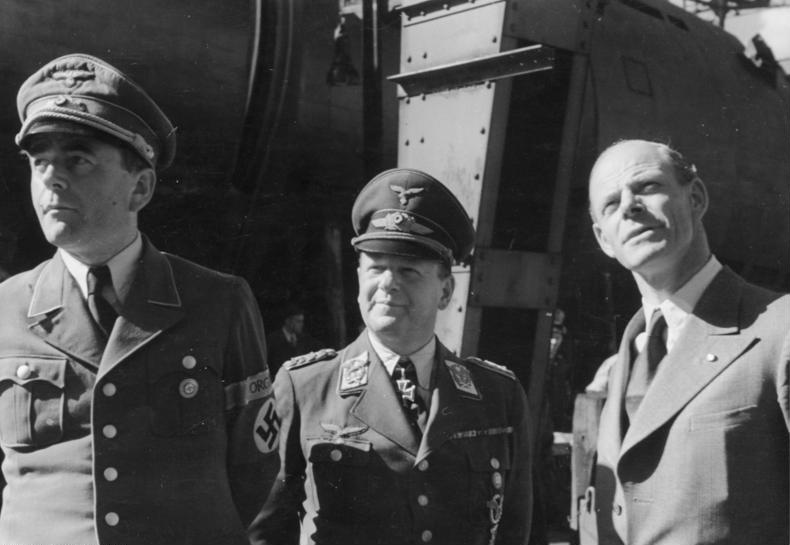
アルベルト・シュペーア、ウィリー・メッサーシュミットと（1944年5月）

戦後ニュルンベルク継続裁判で起訴されたが（エアハルト・ミルヒ裁判）、ダッハウ強制収容所での人体実験を知っていたことは当時は明確にされなかったので、この点では無罪とされた。しかし兵器生産のため外国人に強制労働させたという罪状で、1947年4月に終身禁固刑の判決を受けた。1951年に獄中での精神不安定により恩赦を受けて懲役15年に減刑され、1954年に出獄した。その後は1972年にヴッパータールで死去するまで、経営コンサルタントの仕事をしていたという。

## 出自に関する論争

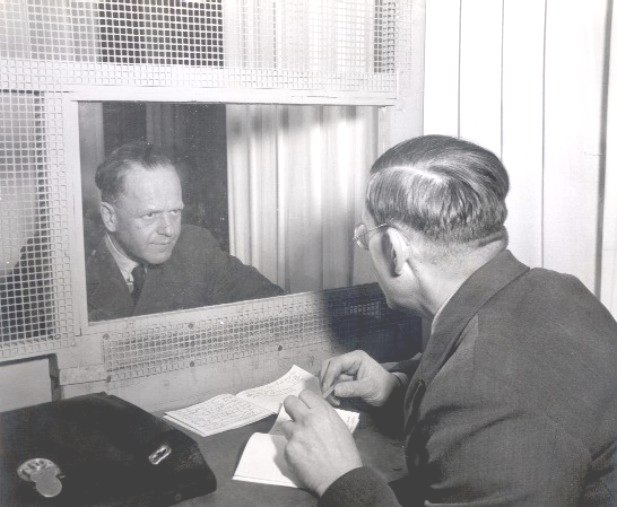
ニュルンベルクの獄中のエアハルト・ミルヒ（左）。右はニュルンベルク継続裁判で弁護を担当した弟・ヴェルナー

1933年にミルヒがゲーリングにより航空省次官に任命されたとき、ミルヒの母クララはキリスト教に改宗したユダヤ人アントンと結婚して彼を産んだという噂が広まった。ミルヒはこれを否定し、ゲーリングもこの主張を受け入れて関係する記録を改竄したという。1946年のニュルンベルク裁判でミルヒが証人として出廷した際に作成された身上書でも、ミルヒは自分が母の婚外子であると主張している。
実際にミルヒがニュルンベルク法に定めるところの「ユダヤ人との混血」であるか否かは、現在も歴史研究の対象となっている。元帥という最高位に上ったミルヒはじめ、ドイツ軍に多くのユダヤ人がいたと主張しているのはアメリカの歴史家ブライアン・マーク・リッグであるが、彼は1990年代に行ったインタビューやドイツ連邦アーカイブにある記録を基にこの説を唱えた。しかしリッグもミルヒの出生記録を発見できたわけではない。おそらくそれはもはや存在していない可能性が極めて高く、仮にミルヒが実際にユダヤ人だったとすれば、その記録を抹消あるいは改竄したはずである。
「ミルヒはユダヤ人との混血である」という噂は当時かなり広まっており、たとえば自身がユダヤ人である作家ヴィクトル・クレンペラー（de:Victor Klemperer）は、1936年10月18日の日記に次のように記している。

## キャリア

### 階級
軍の階級は以下の通り。
- 1910年10月18日、士官候補生 (Fähnrich)
- 1911年8月18日、少尉 (Leutnant)
- 1915年8月18日、中尉 (Oberleutnant)
- 1918年8月18日、大尉 (Hauptmann)
- 1933年10月28日、名誉階級大佐（Charakter als Oberst)
- 1934年3月24日、名誉階級少将（Charakter als Generalmajor）
- 1935年3月28日、名誉階級中将（Charakter als Generalleutnant）
- 1936年1月30日、航空大将（General der Flieger）
- 1938年11月1日、上級大将（Generaloberst）
- 1940年7月19日、元帥 (Generalfeldmarschall)

### 勲章
主な受勲は以下の通り。
- 二級鉄十字章（第一次世界大戦中）
- 一級鉄十字章（第一次世界大戦中）
- パイロット章（ドイツ語版）（第一次世界大戦中）

勲一等瑞宝章（1937年11月8日）
- 騎士鉄十字章（1940年5月4日）